# Juan Illanes
Juan Illanes Lorenzo y Figueroa (Sevilla, 30 de noviembre de 1815-Madrid, 18 de julio de 1896) fue un militar español que participó en las tres guerras carlistas en el bando legitimista.

## Biografía

### Primera guerra carlista
Nació en Sevilla de padres ricos y piadosos que le inculcaron el amor a la causa realista. Tomó parte muy activa en el levantamiento carlista tras la muerte de Fernando VII, acompañando al general González Moreno a Portugal, donde el pretendiente Carlos María Isidro, en la ciudad de Évora, le trató con gran amabilidad, admitiéndole desde entonces en su ejército y confiándole arriesgadas comisiones en Andalucía, que cumplió con gran celo.
Después cayó prisionero junto con Salvador Masavila y muchos jefes y oficiales carlistas, y no fue fusilado, como los demás compañeros de infortunio, gracias a un escalo que practicó en la prisión. Atravesó la frontera y llegó a Francia, donde se presentó a su rey, que alabó el acto que acababa de llevar a cabo.
En el arma de Caballería, que fue en donde hizo todas sus campañas militares, tuvo ocasión de demostrar siempre su bravura en cuantas acciones tomó parte, y muy especialmente en las de Huesca, Barbastro, río Cinca, Guisona, Villar de los Navarros y Retuerta.
Concluida la primera guerra carlista, emigró nuevamente a Francia, donde permaneció hasta que regresó al hogar paterno, que encontró vacío por la muerte de su padre, víctima de la persecución de las iras liberales.

### Segunda guerra carlista
En 1848, durante la campaña montemolinista, Illanes levantó, al grito de «¡viva Carlos VI!», una partida en Guadalcanal, cerca de Sevilla, que sostuvo en la sierra de Cazalla, consiguiendo burlar durante dos meses las fuerzas de la Guardia Civil mandadas por el comandante José Castro, hasta que siendo imposible mantenerse en campaña por no recibir ayuda alguna, tuvieron que dispersarse.
Volvió a emigrar a Portugal, desde donde pasó a Londres. Allí fue recibido por el conde de Montemolín, que aprobó en un todo su conducta.

### Tercera guerra carlista
Trasaladado en 1869 a París, se puso al servicio del nuevo pretendiente carlista, Carlos VII, que le ratificó en el nombramiento de comandante general de la provincia de Huelva, pasando después a ocupar por muerte del general Sabariegos el cargo de comandante general en jefe de las dos provincias extremeñas. Batió a los republicanos en Logrosán (Cáceres), y más tarde copó al escuadrón del tercio de la Guardia Civil de Extremadura y la primera compañía del mismo, en Cañamero (Cáceres), y luego batió a los republicanos en la acción de Talarrubias (Badajoz).
En 1874 fue apresado con 17 subordinados suyos, que estuvieron prisioneros en la ciudad de Huelva, recibiendo el socorro de algunos tradicionalistas de la provincia. Mientras tanto, el brigadier Amador del Villar quedaba como comandante general carlista de La Mancha, Toledo y Extremadura, donde siguieron operando algunas partidas.
Tras la guerra, permaneció siempre leal a la causa carlista. Falleció en 1896 en Madrid después de tres semanas de ruda y penosa enfermedad. Estuvo casado con Felisa Ferreira.